# 里什维莱尔
里什维莱尔（法語：Richwiller，法語發音：[ʁiʃvilɛʁ] ⓘ）是法国上莱茵省的一个市镇，属于米卢斯区。

## 地理
里什维莱尔（47°46'45"N, 7°16'50"E）面积5.55 平方千米，位于法国大東部大區上莱茵省，该省份为法国东部内陆省份，是阿尔萨斯的一部分，今与下莱茵省组成了阿尔萨斯欧洲集体，其北临下莱茵省，西接孚日省，西南接贝尔福地区省，东侧沿莱茵河与德国相望，南与瑞士接壤。
与里什维莱尔接壤的市镇（或旧市镇、城区）包括：京格赛姆、塞尔奈、维特奈姆、法斯塔特、维特尔赛姆。
里什维莱尔的时区为UTC+01:00、UTC+02:00（夏令时）。

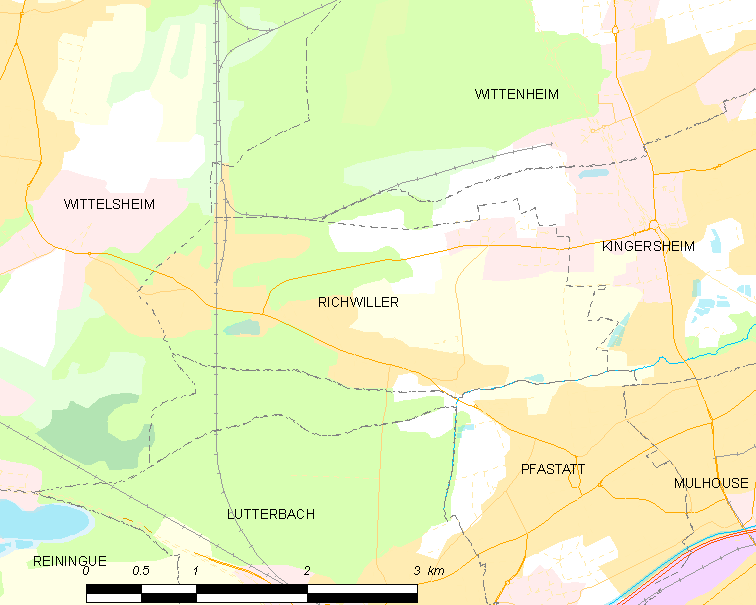
里什维莱尔的OSM定位图

## 行政
里什维莱尔的邮政编码为68120，INSEE市镇编码为68270。

## 政治
里什维莱尔所属的省级选区为京格赛姆县。

## 人口

1962-2008年间里什维莱尔人口变化图示

里什维莱尔于2022年1月1日时的人口数量为3786人。